# Life for Rent
Life for Rent  —en español: «Vida en Alquiler»— es el título del segundo álbum de estudio de la cantante británica Dido, el cual fue lanzado el 29 de septiembre de 2003 por Arista Records. Fue producido por ella junto a su hermano Rollo Armstrong y Rick Nowels. 
Con este disco Dido logró vender 14 millones de copias (su predecesor No Angel vendió más de 20 millones de copias en todo el mundo). Fue certificado con el nónuple disco de platino por la BPI en el Reino Unido y ocupó el primer puesto en 15 países: México, Japón, Australia, Israel, Inglaterra, Finlandia, Francia, Indonesia, Suiza, Italia, Portugal, Austria, Alemania, Corea, Estados Unidos además de convertirse en el álbum más vendido en el mundo durante la cuarta parte de 2003.

## Éxito comercial
Life for Rent fue el álbum que más rápido se ha vendido por parte de una artista femenina durante la década de 2000, vendiendo 1 millón en tan solo 5 días. Según la IFPI, fue el álbum más vendido en el mundo durante la cuarta parte de 2003, además, según la BPI, Life for Rent fue el álbum más vendido en el Reino Unido durante ese año y el séptimo más vendido en el país entre 2000 y 2009.
Permaneció por 10 semanas en el número 1 en el Reino Unido, estando un total de 54 semanas. Durante 8 semanas consecutivas fue el más vendido del mundo y estuvo 18 semanas no consecutivas en el número 1 del European Top 100 Albums. En Estados Unidos debutó en el número cuatro del Billboard 200 y para octubre de 2003 ya había vendido más de 1 millón y medio de copias. En Australia debutó en el número uno, siendo uno de los álbumes más vendidos en ese país durante el año siendo certificado por la ARIA con seis veces platino tras vender más de 422,000 copias. Debido a esto Dido logró igualar en ventas el enorme éxito de su anterior trabajo discográfico No Angel. La gira "Life for Rent Tour" fue llevada alrededor del mundo en 2004.
El álbum fue nominado a los Brit Awards como "Mejor álbum británico", mientras que "White Flag" fue galardonada por Ivor Novello Award en la categoría "Hit internacional del año". Además en ese mismo año el álbum fue nominado en la 46.ª entrega de los Premios Grammy en la categoría "Mejor intérprete vocal pop femenina" por la canción "White Flag".

## Lista de canciones
| N.º | Título                      | Escritor(es)                                           | Duración |  |
| 1.  | «White Flag»                | Dido Armstrong, Rollo Armstrong, Rick Nowels           | 4:01     |  |
| 2.  | «Stoned»                    | D. Armstrong, R. Armstrong, Lester Mendez              | 5:55     |  |
| 3.  | «Life for Rent»             | D. Armstrong, R. Armstrong                             | 3:41     |  |
| 4.  | «Mary's in India»           | D. Armstrong, R. Armstrong                             | 3:41     |  |
| 5.  | «See You When You're 40»    | D. Armstrong, R. Armstrong, Aubrey Nunn                | 5:20     |  |
| 6.  | «Don't Leave Home»          | D. Armstrong, R. Armstrong                             | 3:46     |  |
| 7.  | «Who Makes You Feel»        | D. Armstrong, R. Armstrong, John Harrison, Aaron Wills | 4:20     |  |
| 8.  | «Sand In My Shoes»          | D. Armstrong, R. Nowels                                | 4:59     |  |
| 9.  | «Do You Have a Little Time» | D. Armstrong, Mark Bates, R. Nowels                    | 3:55     |  |
| 10. | «This Land Is Mine»         | D. Armstrong, R. Armstrong, R. Nowels                  | 3:46     |  |
| 11. | «See the Sun»               | D. Armstrong, R. Armstrong, R. Nowels                  | 3:29     |  |
| 12. | «Closer» (Pista oculta)     |                                                        |          |  |

## Certificaciones y posicionamiento
| Listas                             | Posicionamiento | Certificación | Ventas       |
| ---------------------------------- | --------------- | ------------- | ------------ |
| U.S. Billboard 200                 | 4               | 2× platino    | 2.1 millones |
| U.S. Billboard Top Internet Albums | 12              | 2× platino    | 2.1 millones |
| Europa                             | 1               | 5× platino    | 5 millones   |
| Argentina                          | —               | 3× platino    | 120,000      |
| Australia ARIA Charts              | 1               | 6× platino    | 420,000      |
| Austria                            | 2               | Platino       | 30,000       |
| Bélgica                            | 1               | 2× platino    | 100,000      |
| Brasil                             | —               | Oro           | 50,000       |
| Canadá                             | 2               | 3× platino    | 300,000      |
| Chile                              |                 | Platino       | 30.000       |
| Dinamarca                          | 1               | Platino       | 30,000       |
| Finlandia                          | 3               | Platino       | 17,485       |
| Francia                            | 1               | 2× platino    | 645,000      |
| Alemania                           | 1               | 3× platino    | 600,000      |
| Hungría                            | 7               | Gold          | 15,000+      |
| México                             | 4               | Oro           | 50,000       |
| Países Bajos                       | 1               | Platino       | 80,000       |
| Nueva Zelanda                      | 1               | 4× platino    | 60,000       |
| Noruega                            | 2               | 2× platino    | 80,000       |
| Rusia                              | 1               | Platino       | 20,000+      |
| Suecia                             | 1               | Platino       | 60,000       |
| Suiza                              | 1               | 3× platino    | 120,000      |
| UK Albums Chart                    | 1               | 9× platino    | 2,833,783    |